# Koan
För andra betydelser, se Koan (olika betydelser).

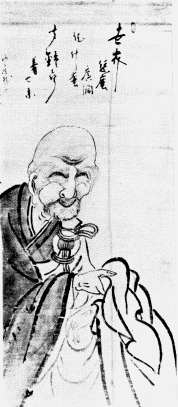
Den kinesiske chanmästaren Yunmen Wenyan, (862-949), efter det japanska uttalet av hans namntecken även känd som Ummon, ligger bakom flera kända koaner bland annat en där en student som svar på frågan vad en buddha är får svaret "en pinne att torka sig i baken med".

Koan (japanska: 公案Kōan?) är en typ av fråga eller svar, som inte har någon förnuftsmässig mening, och som utövare av zenbuddhismen kan meditera över och övervinna. Detta kallas ”koanträning”.
Koanträningen syftar till att ge utövaren upplysning, eller till att fördjupa utövarens upplysning. 

## Etymologi
Det japanska ordet kōan är kanji för kinesiskans gōng'àn som består av tecknen för 公案, eg. "offentligt rättsfall".
Enligt Yuandynastins zen-mästare och chan-munk Zhongfeng Mingben (中峰明本), född 1263, död 1323) hade gōng'àn sitt ursprung som en förkortning av gōngfǔ zhī àndú (公府之案牘), japanska kōfu no antoku— som bokstavligen betydde andu "offentlig skriftväxling" kring gongfu "myndighets post".

## Klassiska kōan-samlingar
Utövare av zen har en stor samling av kōan att studera. Det sägs finnas sammanlagt 1700 klassiska koan, varav cirka 500 använts i övningar. Några klassiska verk bör nämnas.

### Hekiganroku
Blue Cliff Record (Chinese: 碧巖錄 Bìyán Lù; Japanese: Hekiganroku) är en samling av 100 kōan som 1125 sammanställdes av den kinesiske zen-munken Yuanwu Keqin (圜悟克勤).

### Shoyo-roku
Book of Equanimity eller Book of Serenity (kinesiska: 從容録; japanska: 従容録 Shōyōroku) är en samling av 100 kōans som sammanställdes på 1100-talet av den kinesiske zen-munken Hongzhi Zhengjue (宏智正覺; japanska Wanshi Shōgaku). Titeln på västerländska översättningar har ofta lånat japanskans Shoyo-roku.

### Mumonkan
The Gateless Gate (kinesiska: 無門關 Wumenguan; japanska: Mumonkan) är en samling av 48 kōan och tillhörande kommentarer som publicerades 1228 av den kinesiske zen-mästaren Wumen Huikai (無門) Titeln på vänsterländska översättningar har ofta lånat japanskans Mumonkan.

### Shobogenzo
The True Dharma Eye 300 (kinesiska:Shōbōgenzō, japanska: Sanbyakusoku) är en samling av 300 kōan som skrevs av den japanske zen-buddhisten Eihei Dōgen (eller Dogen Zenji) på 1200-talet. Verket innehåller 95 avdelningar och tog tjugofem år att skriva. Dogen färdigställde verket kort före sin död 1253.

## Exempel på kända koaner
- Vad är "Mu"? Dao[9][10]
- Vilket ansikte hade du innan dina föräldrar föddes? Mu
- Så här låter det när jag klappar med två händer (läraren illustrerar med att klappa händerna). Hur låter en hand? ...
- Hur låter ett träd som faller i skogen om ingen hör det?